# Irina Aleksiejewa
Irina Nikołajewna Aleksiejewa (ros. Ири́на Никола́евна Алексе́ева, ur. 20 kwietnia 2002 r. w Moskwie) – rosyjska gimnastyczka, wicemistrzyni świata, mistrzyni Europy.
W wieku siedmiu lat razem ze swoją trenerką opuściła Rosję i przeprowadziła się do Stanów Zjednoczonych. W 2018 roku została powołana do rosyjskiej kadry. Zadebiutowała na Mistrzostwach Europy 2018 w Glasgow.